# Паавалі Олмарі (єпископ)
Архієпископ Паавалі (фін. Arkkipiispa Paavali, в миру Юр'йо Олмарі, фін. Yrjö Olmari, при народженні Георгій Олександрович Гусєв; 28 серпня 1914, Санкт-Петербург, Російська імперія — 2 грудня 1988, Куопіо, Фінляндія) — предстоятель Православної Церкви Фінляндії Константинопольського патріархату (1960 — 1987). 

## Життєпис
Народився 28 серпня 1914 (за новим стилем) в Санкт-Петербурзі в родині колезького асесора Олександра Гусєва і Ганни Водоменської. Хрещений 21 жовтня 1914 у Воскресенській церкві, при Петроградській лікарні великомученика Пантелеймона. Його хрещеними при купелі були рідний дядько Павло  Водоменський і бабуся Євдокія Водоменська. 
У 1919 родина Гусєвих переселилася до Виборгу, що тоді відійшов до Фінляндії, що отримала незалежність, і в 1927 змінила прізвище на фінську — Олмарі. 
Навчався у фінському класичному ліцеї Виборга, але в 1932, після закінчення п'ятого класу, через смерть батька залишив навчання. У тому ж році вступив до православної духовної семінарії в місті Сортавала (колишній Сердоболь), де викладання велося фінською мовою. Під час навчання в семінарії керував студентським семінарських хором і працював заступником регента православного Петропавлівського кафедрального собору в Сортавалі. Крім того, в семінарії почав перекладати фінською мовою слов'янські церковні піснеспіви і твори російських композиторів . 
Будучи студентом семінарії, неодноразово відвідував Валаамський монастир на Ладозі, де одного разу провів кілька тижнів в Іоанно-Предтеченському скиті. Пізніше в своїй роботі «Спогади про Валаам», що вийшла п'ятдесят років потому, архієпископ Павло тепло згадував Іоанно-Предтеченський скит і його начальника схіігумена Іоанна Алексєєва. 
У грудні 1937 вступив до числа братії Валаамського монастиря, де у вересні 1938 пострижений у чернецтво з ім'ям Паавалі (Павло) та послідовно висвячений на ієродиякона та ієромонаха. Керував монастирським церковним хором хлопчиків . 
Під час совєцько-фінської війни служив капеланом в районі Валаама і брав участь в евакуації Валаамського монастиря. Під час «війни-продовження» був капеланом в Олонецькому районі, де православні військові священики протидіяли насильницькому наверненню в лютеранство жителів Східної Карелії. Пізніше служив священником в таборі для військовополонених, викладачем Закону Божого на вчительських курсах. Після війни ієромонах Паавалі працював регентом церковного хору, головним редактором Ради з видання православної літератури, а з 1949 —  головним редактором журналу «Аамун Койтто». 
25 листопада 1955 відбулося наречення архімандрита Паавалі у єпископа, а 27 листопада архієпископ Карельський і вієї Фінляндії Герман Аав хіротонізував архімандрита Паавалі на вікарного єпископа Йоенсууського. Став першим єпископом в історії Фінляндської православної церкви, постриженим в чернецтво. Звідтоді ця загальноправославна традиція зберігається як обов'язкова у Фінляндській архієпископії. 
Після відновлення 7 травня 1957 літургійного спілкування Фінляндської Архієпископії з Російською православною церквою, в липні 1957 на чолі фінської церковної делегації вперше відвідав СРСР. Взяв участь в архієрейській хіротонії архімандрита Павла Голишева. 
У 1960 на Соборі Фінляндської Архієпископії обраний архієпископом Карельським і всієї Фінляндії. 
Перебуваючи на цій посаді, неодноразово відвідував Російську православну церкву: був учасником урочистостей, присвячених 50-річчю єпископського служіння Патріарха Алексія Симанського (1963), 50-річчя (1968) і 60-річчя (1978) відновленню Патріаршества. У вересні 1978 року брав участь у відспівуванні митрополита Санкт-Петербурзького і Новгородського Никодима Ротова. 
У 1967 Гельсінський університет присвоїв йому ступінь доктора богослов'я honoris causa. У тому ж році архієпископ Павло обраний почесним членом Санкт-Петербурзької духовної академії. 
16 вересня 1987 за власним проханням звільнений на спокій . 
Помер 2 грудня 1988. Похований на цвинтарі Ново-Валаамського монастиря. 

## Бібліографія

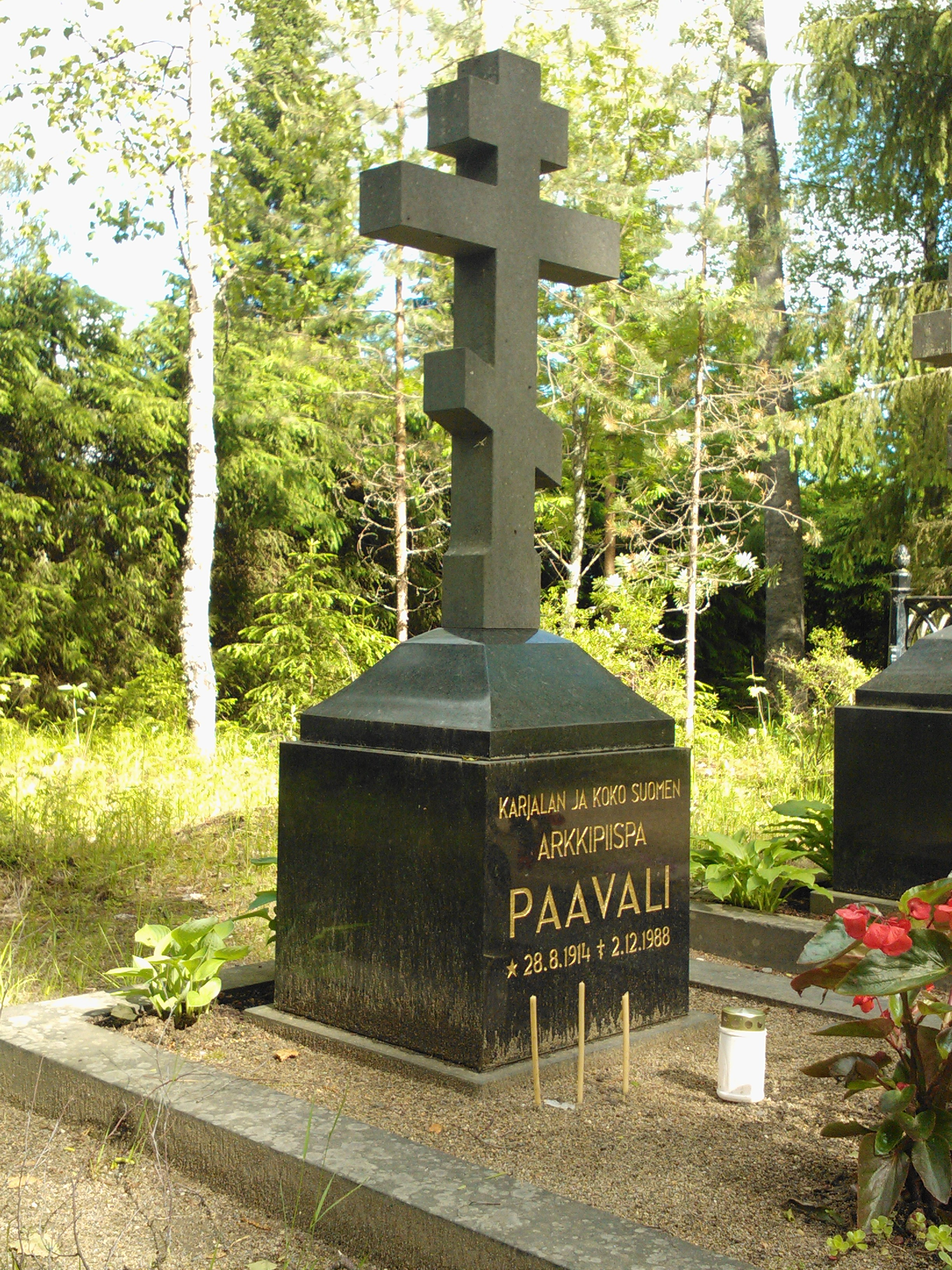
Могила архієпископа на цвинтарі Ново-Валаамського монастиря